# Roches-lès-Blamont
Roches-lès-Blamont är en kommun i departementet Doubs i regionen Bourgogne-Franche-Comté i östra Frankrike. Kommunen ligger i kantonen Hérimoncourt som tillhör arrondissementet Montbéliard. År 2022 hade Roches-lès-Blamont 611 invånare.

## Befolkningsutveckling
Antalet invånare i kommunen Roches-lès-Blamont
Referens:INSEE